# Жеков, Петр
Петр Петро́в Же́ков (болг. Петър Петров Жеков; 10 октября 1944, Книжовник, Хасковская область — 18 февраля 2023, София) — болгарский футболист, нападающий, обладатель «Золотой бутсы» 1969 года. Играл за сборную Болгарии.

## Биография
Петр Жеков родился 10 октября 1944 года в селе Книжовник Хасковской области Болгарии. Свою футбольную карьеру Петр начал в Димитровграде в местном клубе «Химик». С 1960 по 1962 год провёл 12 матчей и забил 8 мячей в чемпионате Болгарии.
В 1964 году перешёл в клуб «Берое» из города Стара-Загора. Именно в «Берое» 20-летний нападающий полностью раскрыл свой потенциал, с 1963 по 1968 забил 101 мяч (по неподтверждённым данным 131) в 135 матчах, а в первенстве страны стал лучшим бомбардиром в 1967 и 1968 году, забив 21 и 31 гол соответственно. В 1965 году получил звание заслуженного мастера спорта НРБ.
В 1968 году перешёл в главный клуб Болгарии ЦСКА. Спустя год, в 1969 Жеков завоевал звание чемпиона страны и стал обладателем Кубка Болгарии. В том же году стал обладателем Золотой бутсы как лучший нападающий в Европе, забив в сезоне 36 мячей. В составе ЦСКА стал пятикратным чемпионом Болгарии (1969, 1971, 1972, 1973, 1975), четырёхкратным обладателем Кубка Болгарии (1969, 1971, 1972, 1974), лучшим бомбардиром чемпионата Болгарии 1968 года с 31 голом, 1969 года с 36 голами, 1970 года с 31 голом, 1972 года с 27 голами, 1973 года с 29 голами. Также был обладателем серебряной и бронзовой бутсы 1970 и 1973 года. Является рекордсменом по забитым мячам за ЦСКА и абсолютным рекордсменом в Болгарии.
Сыграл 44 матча и забил 26 голов за сборную Болгарии.
27 мая 1971 года принял участие в прощальном матче Льва Яшина, играл за сборную звёзд, на 78-й минуте забил последний мяч в матче, который завершился со счётом 2:2.
Скончался 18 февраля 2023 года.

## Достижения

### Командные
ЦСКА (София)
- Чемпион Болгарии (5): 1969, 1971, 1972, 1973, 1975
- Обладатель Кубка Болгарии (4): 1969, 1971, 1972, 1974

Сборная Болгарии
- Серебряный призёр Олимпийских игр 1968

### Личные
- Лучший бомбардир чемпионата Болгарии (6): 1967, 1968, 1969, 1970, 1972, 1973
- Обладатель «Золотой бутсы»: 1969

## Статистика выступлений
| Клуб             | Сезон            | Лига | Лига | Кубок Болгарии | Кубок Болгарии | Еврокубки | Еврокубки | Итого | Итого |
| Клуб             | Сезон            | Игры | Голы | Игры           | Голы           | Игры      | Голы      | Игры  | Голы  |
| ---------------- | ---------------- | ---- | ---- | -------------- | -------------- | --------- | --------- | ----- | ----- |
| Химик            | 1962/63          | 25   | 8    | ?              | ?              | 0         | 0         | 25+   | 8+    |
| Химик            | Итого            | 25   | 8    | ?              | ?              | 0         | 0         | 25+   | 8+    |
| Берое            | 1963/64          | 28   | 11   | 2              | 1              | 0         | 0         | 30    | 12    |
| Берое            | 1964/65          | 30   | 18   | 2+             | 1+             | 0         | 0         | 32+   | 19+   |
| Берое            | 1965/66          | 26   | 20   | 1+             | 1+             | 0         | 0         | 27+   | 21+   |
| Берое            | 1966/67          | 28   | 21   | ?              | ?              | 0         | 0         | 28+   | 21+   |
| Берое            | 1967/68          | 29   | 31   | 6+             | 7              | 1+        | 1         | 36+   | 39    |
| Берое            | Итого            | 141  | 101  | 11+            | 10+            | 1+        | 1         | 153+  | 112+  |
| ЦСКА (София)     | 1968/69          | 29   | 36   | 5              | 1              | 0         | 0         | 34    | 37    |
| ЦСКА (София)     | 1969/70          | 28   | 31   | 4              | 5              | 2         | 2         | 34    | 38    |
| ЦСКА (София)     | 1970/71          | 27   | 16   | 4              | 4              | 4         | 2         | 35    | 22    |
| ЦСКА (София)     | 1971/72          | 33   | 27   | 6              | 4              | 3         | 1         | 42    | 32    |
| ЦСКА (София)     | 1972/73          | 31   | 29   | 7              | 8              | 4         | 2         | 42    | 39    |
| ЦСКА (София)     | 1973/74          | 14   | 2    | 1              | 0              | 4         | 2         | 19    | 4     |
| ЦСКА (София)     | 1974/75          | 5    | 3    | 0              | 0              | 1         | 0         | 6     | 3     |
| ЦСКА (София)     | Итого            | 167  | 144  | 27             | 22             | 18        | 9         | 212   | 175   |
| Берое            | 1996/97          | 6    | 3    | 0              | 0              | -         | -         | 6     | 3     |
| Берое            | Итого            | 6    | 3    | 0              | 0              | 0         | 0         | 6     | 3     |
| Всего за «Берое» | Всего за «Берое» | 147  | 104  | 11+            | 10+            | 1+        | 1         | 159+  | 115+  |
| Всего за карьеру | Всего за карьеру | 339  | 256  | 38+            | 32+            | 19+       | 10        | 396+  | 298+  |